# Kalix räddningstjänst
Kalix räddningstjänst tillhör Samhällsbyggnadsförvaltningen i Kalix kommun, och bestod under år 2020 av 35 medarbetare fördelade på två brandstationer. Tidigare fanns kommunalförbundet Räddningsförbundet Östra Norrbotten där Kalix räddningstjänst ingick, men sedan 2010 återfick kommunen ansvaret för räddningstjänsten. Räddningstjänst har funnits i Kalix sedan tidigast 1944 och förmodligen före dess, då tidigare under namnet Kalix brandförsvar.

## Brandstationer

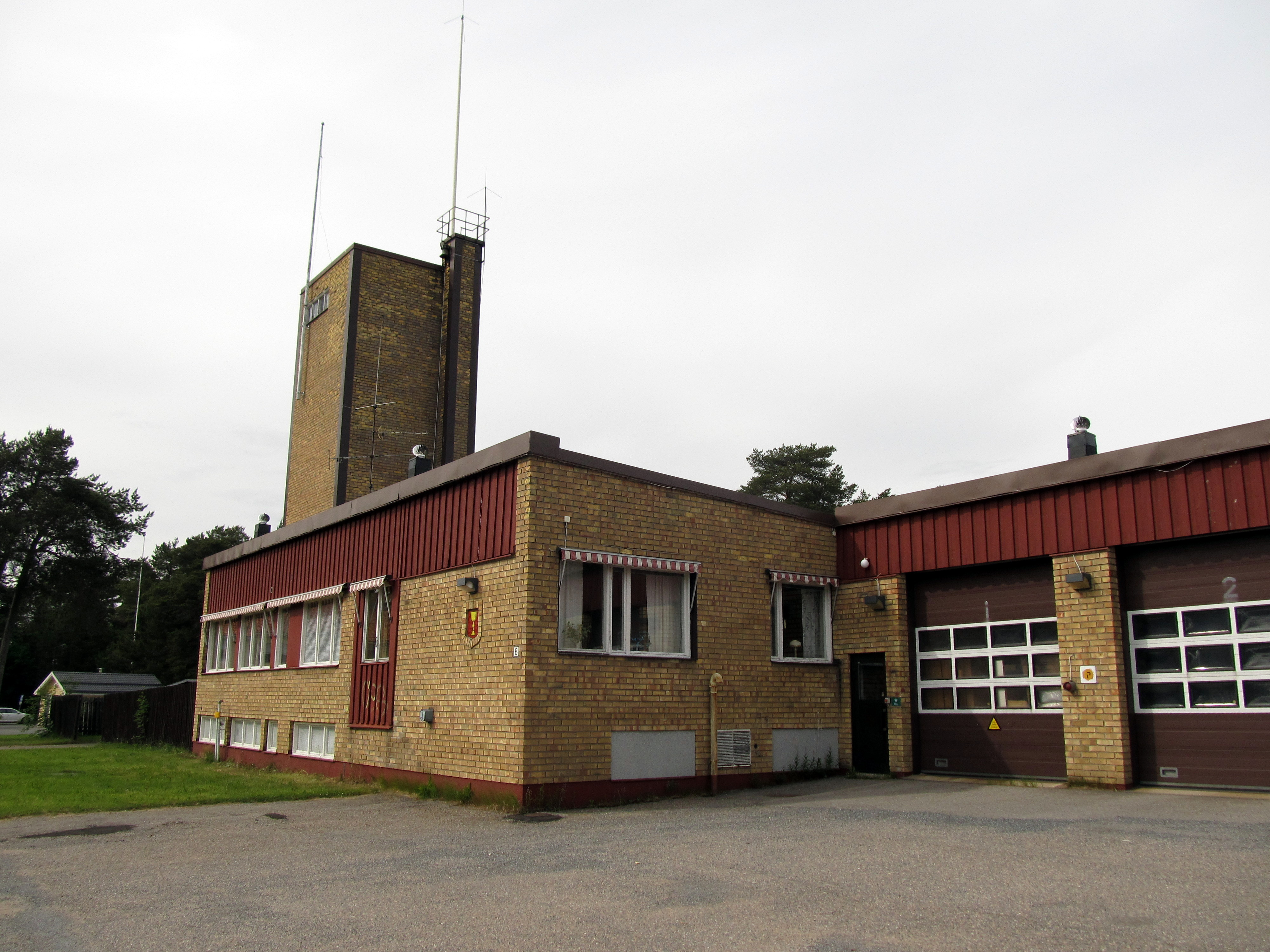
Kalix tidigare brandstation.

Den centrala brandstationen i Kalix finns på området Djuptjärn på adressen Räddningsvägen 2 i Televerkets f.d verkstadsbyggnad. Tidigare var brandstationen belägen på adressen Värdshusgatan 6 (tidigare Vitvattensvägen). Och innan den fanns en brandstation i trä på platsen.
Kommunens andra brandstation finns i byn Töre där den bemannas av Töre deltidsbrandkår.

## Töre deltidsbrandkår
2011 var Töre deltidsbrandkår nära att läggas ned på grund av sparkrav. Deltidsbrandkåren blev kvar, men en deltidstjänst försvann.